# 순천청암고등학교
순천청암고등학교(順天靑巖高等學校)는 대한민국 전라남도 순천시 덕월동에 있는 사립 고등학교이다.

## 학교 연혁
- 1976년 7월 1일 : 학교법인 순천대성학원 설립 인가
- 1976년 7월 1일 : 초대 이사장 청암 강길태 명예 법학박사 취임
- 1977년 3월 9일 : 순천여자상업고등학교 개교
- 1980년 1월 8일 : 제1회 졸업(365명)
- 1982년 12월 27일 : 학교법인 청암학원으로 교명 변경
- 2001년 3월 1일 : 순천청암고등학교로 교명 변경
- 2020년 3월 2일 : 전라남도교육청 「전남학교공간혁신공모사업」선정
- 2021년 3월 2일 : 전라남도교육청「전남혁신형기업맞춤(JOBs)교육」3년간 선정·운영
- 2022년 2월 24일 : 전라남도교육청 「2022년 특성화고 혁신지원사업」 선정
- 2022년 3월 1일 : 제10대 오승철 교장 취임
- 2022년 3월 31일 : 전라남도교육청 「2022년 AI(인공지능)교실 구축학교」 선정
- 2023년 3월 13일 : 직업계고 학점제 선도학교 3년간 선정·운영
- 2024년 1월 9일 : 제45회 졸업식(졸업생 176명, 총 21,569명)
- 2024년 3월 4일 : 제48회 입학식(180명 입학)

## 설치 학과
- 그래픽디자인과
- 보건간호과
- 라이프케어과
- 보건경영과
- 금융서비스과

## 참고 자료
- 순천청암고등학교 - 한국교육학술정보원 학교알리미